# Nőimitátor

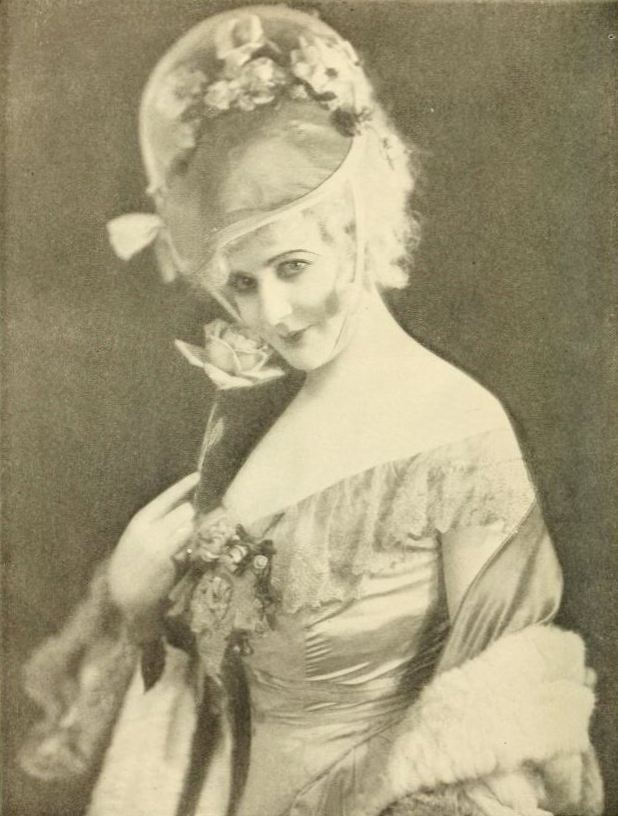
Julian Eltinge – Ismert nőimitátor a XX. század elején

A nőimitátor egy művészi foglalkozás. Művelői az egyik legnagyobb színészi kihívást jelentő alakítást nyújtják, férfiként nőt játszanak. 

## Jellegzetességei
Nem pusztán a női ruha, a paróka és a smink teszi imitált nővé a művészt. Az illúziónak tökéletesnek kell lennie, hogy még közvetlen közelről se lehessen megállapítani, hogy valaki nem nő. A nemi szerep attitűdök adaptálásával a mozdulatok, a mozgásvilág, a gesztusok és a viselkedés pontos utánzása teszi teljessé az alakítást. A hangképzési gyakorlatoknak köszönhetően pedig nem csak megszólalásig hasonlít egy nőre a produkció. 
A testi adottságok kordában tartása is fontos. Amit kell, azt el kell takarni, amit meg úgy kell, azt pedig ki kell hangsúlyozni. Az öltözék kiválasztás is ezen szempont figyelembe vételével történik. Ugyanígy a titkos párnácskák, és a fűző is elengedhetetlen kellékek. Mivel a nőimitátor nem életvitelszerűen él női életet, hanem csak a produkció idejére bújik női szerepbe, így a műtéti átalakítások nem jellemzőek. A műtét eredményét nem lehet levetni, mint egy jelmezt miután a függöny legördült. Aztán, a régebbi időkben az orvostudomány sem állt annyira e helyzetnek a magaslatán.
Ismeretes, hogy Shakespeare idejében nem voltak színésznők, így a női szerepeket is férfi (vagy fiú) színészek játszották. Ez a színészeti ág egész sokáig fennmaradt, bár a színésznők megjelenésével egyre inkább háttérbe szorul. A XIX. század végén, illetve a XX. század elején általában revü- illetve varieté műsorokban léptek fel, de volt olyan is akinek saját műsora volt. Még filmes példát is fel lehet rá hozni, mikor Kabos Gyula, az 1934-ben készült Lila akác című filmben, Angelusz Angela világhírű nőimitátort alakította. Azonban a XX. századra sokat változott a helyzet. Már nincs többé szükség arra, hogy a női szerepeket nőimitátorok játsszák, illetve napjainkban már az sem jellemző, hogy művészként vagy színészként tekintsenek rájuk.